# József Berényi
József Berényi (* 6. červen 1967 Opatovský Sokolec, část obce Okoč) je slovenský politik a politolog maďarské národnosti, bývalý poslanec Národní rady SR. V letech 2010 až 2016 byl předsedou SMK-MKP a od roku 2013 místopředsedou Trnavského kraje.

## Vzdělání
Roku 1985 odmaturoval v Bratislavě. V roce 1991 získal diplom v oboru maďarské dějiny na Filozofické fakultě Univerzity Komenského v Bratislavě a stal se učitelem na soukromém gymnáziu v Galantě. V letech 1992 – 1993 pracoval jako akademický asistent na Univerzitě v Nitře, následně v letech 1993 – 1994 vyučoval na Středoevropské univerzitě (CEU) v Budapešti, kde získal i diplom z politologie. V roce 1995 vycestoval na rok do USA, kde působil na The New School v New Yorku.

## Politická kariéra
V letech 1990 – 1992 byl poslancem Slovenské národní rady za Maďarskou nezávislou iniciativu. V letech 1995 – 1998 působil jako sekretář Maďarské občanské strany – Magyar Polgári Párt. V rámci první vlády Mikuláše Dzurindy pracoval jako poradce tehdejšího ministra výstavby a regionálního rozvoje Istvána Harny. Ve volbách 2002 byl zvolen poslancem NR SR za SMK-MKP, mandátu se však vzdal neboť byl v rámci druhé vlády Mikuláše Dzurindy jmenován státním tajemníkem na Ministerstvu zahraničních věcí SR. Opětovně zvolen byl ve volbách 2006 a stal se místopředsedou poslaneckého klubu SMK-MKP. V roce 2007 byl zvolen místopředsedou strany a po jejím volebním neúspěchu ve volbách 2010 předsedou strany. Opětovného zvolení se dočkal na kongresu SMK-MKP v roce 2011 a i v prosinci 2012. Na podzim roku 2013 neúspěšně kandidoval ve volbách do VÚC na post předsedy (hejtmana/župana) Trnavského kraje. Byl lídrem SMK-MKP pro parlamentní volby 2016. Jeho nástupcem ve funkci předsedy SMK-MKP se 11. června 2016 stal József Menyhárt.
V evropských volbách v roce 2024 byl lídrem kandidátní listiny strany Maďarská aliancia, ale neuspěl. Strana totiž získala 3,88 % hlasů a tedy žádný mandát.

### Volby předsedy Trnavského samosprávného kraje 2013
První kolo se konalo 9. listopadu, druhé pak 23. listopadu 2013.
| Volby                            | I. kolo     | I. kolo   | II. kolo    | II. kolo  | Pořadí |
| Volby                            | Počet hlasů | Hlasy v % | Počet hlasů | Hlasy v % | Pořadí |
| -------------------------------- | ----------- | --------- | ----------- | --------- | ------ |
| Tibor Mikuš (nezávislý kandidát) | 31 310      | 40,04     | 48 358      | 60,26     | 1.     |
| József Berényi (SMK-MKP, OKS)    | 14 339      | 18,34     | 31 884      | 39,73     | 2.     |

## Soukromý život
Je ženatý, má dva syny. Žije v obci Dolné Saliby v Trnavském kraji.